# Parastenaropodites vyatica

Parastenaropodites vyatica  (лат.) — ископаемый вид насекомых из семейства Mesorthopteridae (отряд Grylloblattida). Пермский период (Караунгир-II, ярус Акколка, чансинский ярус, возраст находки 252—254 млн лет), Казахстан, Зайсан (47.3° N, 85.4° E). Длина переднего крыла — 20,0 мм. Сестринские таксоны: Parastenaropodites aquilonius, P. stirps, P. circumhumatus, P. fluxa, P. intricatus, P. longiuscula, P. exossis, P. rigidus, P. panneus. Вид был впервые описан в 2009 году российским палеоэнтомологом Д. С. Аристовым (Палеонтологический институт РАН, Москва) по ископаемым отпечаткам.